# Megaselia attenuata
Megaselia attenuata är en tvåvingeart som beskrevs av Bridarolli 1951. Megaselia attenuata ingår i släktet Megaselia och familjen puckelflugor. Inga underarter finns listade i Catalogue of Life.